# Jacko Gill
Jackson "Jacko" Gill, född 20 december 1994 i Auckland, är en nyzeeländsk friidrottare som tävlar i kulstötning. 

## Personliga rekord
| Utomhus - Kulstötning – 22,12 m (Auckland, 16 mars 2023) | Inomhus - Kulstötning – 19,93 m (Portland, 18 mars 2016) |